# Lyster
En lyster (flertal: lystre), også kaldet et ålejern, er et gaffelformet redskab, som bruges til at stange ål med. Fangstmetoden, som lysteren bliver brugt til, blev forbudt i Danmark i 2009.